# استاروگومروو
استاروگومروو (انگلیسی: Starogumerovo) یک شهرک در شهرستان کوشنارنکوفسکی جمهوری باشقیرستان در کشور روسیه است.